# Lijst van rijksmonumenten in Zuidwolde (Drenthe)
De plaats Zuidwolde telt 13 inschrijvingen in het rijksmonumentenregister. Hieronder een overzicht. 
| Object | Oorspronkelijke functie?  | Bouwjaar                                                                                        | Architect       | Locatie             | Coördinaten?                  | Nr.?   | Afbeelding                                           |
| --- | ------------------------- | ----------------------------------------------------------------------------------------------- | --------------- | ------------------- | ----------------------------- | ------ | ---------------------------------------------------- |
| De Vlijt (Op Hoop van Zegen)                                                                                             | Industrie- en poldermolen | 1838 (oorspr.) 1878 (herb. op huidige locatie) 1960 (rest.) 1980-'81 (rest.) 2004 (onttakeling) |                 | Molenstraat 12      | 52° 40' 7" NB, 6° 25' 35" OL  | 41099  | Meer afbeeldingen                                    |
| Hallenhuisboerderij met middenlangsdeel en twee bijschuren                                                               | Boerderij                 | 1775                                                                                            |                 | Ten Arlo 1          | 52° 41' 43" NB, 6° 26' 10" OL | 41102  | Meer afbeeldingen                                    |
| Hallenhuisboerderij met middenlangsdeel, twee bijschuren en stookhut                                                     | Boerderij                 | 1732 (woonhuis) 1794 (schuur) 1976 (rest.)                                                      | T. Sikma (1976) | Ten Arlo 2          | 52° 41' 41" NB, 6° 26' 11" OL | 41103  | Meer afbeeldingen                                    |
| Hallenhuisboerderij met middenlangsdeel, bijschuur en stookhut                                                           | Boerderij                 | 1736 1993 (verb.)                                                                               |                 | Ten Arlo 3          | 52° 41' 45" NB, 6° 26' 16" OL | 41104  | Meer afbeeldingen                                    |
| Hallenhuisboerderij met middenlangsdeel en bijschuur                                                                     | Boerderij                 | 1747                                                                                            |                 | Ten Arlo 4          | 52° 41' 45" NB, 6° 26' 19" OL | 41105  | Hallenhuisboerderij met middenlangsdeel en bijschuur |
| Boerderij met zijbaander                                                                                                 | Boerderij                 | 1800-1850                                                                                       |                 | Hoogeveenseweg 4    | 52° 41' 33" NB, 6° 25' 55" OL | 41106  | Meer afbeeldingen                                    |
| Restaurant De Groene Lantaarn. Hallenhuisboerderij met middenlangsdeel, stookhut, varkensschuur en vrijstaande bijschuur | Boerderij                 | mog. late 18e eeuw (kern) 1846 (huidige vorm) 1981 (verb.)                                      | Koeling (1981)  | Hoogeveenseweg 17   | 52° 41' 48" NB, 6° 26' 1" OL  | 41107  | Meer afbeeldingen                                    |
| Hallenhuisboerderij met aangebouwde staart                                                                               | Boerderij                 | 1862                                                                                            |                 | Hoogeveenseweg 19   | 52° 41' 50" NB, 6° 26' 2" OL  | 41108  | Meer afbeeldingen                                    |
| Boerderij met achterbaander onder met pannen en riet gedekt wolfsdak                                                     | Boerderij                 | ca. 1860                                                                                        |                 | Hoogeveenseweg 21   | 52° 41' 51" NB, 6° 26' 2" OL  | 41109  | Meer afbeeldingen                                    |
| Hallenhuisboerderij met middenlangsdeel, bijschuur en erfaanleg                                                          | Boerderij                 | 1756                                                                                            |                 | Steenbergen 5       | 52° 40' 58" NB, 6° 25' 57" OL | 41110  | Meer afbeeldingen                                    |
| Hallenhuisboerderij met langsdeel                                                                                        | Boerderij                 | ca. 1860                                                                                        |                 | Steenbergen 1-3     | 52° 41' 3" NB, 6° 25' 59" OL  | 507306 | Hallenhuisboerderij met langsdeel                    |
| Houten bijschuur onder rietgedekt schilddak                                                                              | Boerderij                 | 1860-1865                                                                                       |                 | bij Steenbergen 1-3 | 52° 41' 3" NB, 6° 25' 58" OL  | 507307 | Meer afbeeldingen                                    |
| Nederlands Hervormde Kerk                                                                                                | Vanwege onderdelen kerk   | 1502                                                                                            |                 | Hoofdstraat 98      | 52° 40' 24" NB, 6° 25' 47" OL | 526039 | Meer afbeeldingen                                    |